# Vysoká škola obchodní a hotelová
Vysoká škola obchodní a hotelová s.r.o (VŠOH) byla soukromá vysoká škola neuniverzitního typu v Brně-Starém Lískovci poskytující profesně zaměřené bakalářské studium v oblasti hotelnictví a cestovního ruchu. V roce 2022 se sloučila s AMBIS vysokou školou.

## Historie
Státní souhlas k působení získala škola v roce 2006. V roce 2010 odhalila Akreditační komise nedostatky ohrožující kvalitu studia a také doporučila postupy, jak tuto situaci řešit. K odstranění těchto problémů měla VŠOH dvanáct měsíců, ale škola uskutečnila pouze dílčí postupy k nápravě. Na základě tohoto nedostatečného řešení problémů ohrožujících kvalitu výuky v roce 2011 rozhodlo Ministerstvo školství, že škola netvoří stabilní vysokoškolské prostředí a omezilo škole akreditace. Podle zprávy Akreditační komise výuka na škole neodpovídala požadavkům na vysokoškolské studium, ale spíše činnosti vzdělávací agentury. VŠOH však kvůli právní složitosti celého procesu přijímala studenty i nadále.

## Studium
Škola byla zaměřena na bakalářské studijní programy: gastronomie, hotelnictví a turismus.
Absolvent oboru Management hotelnictví a cestovního ruchu měl být připraven pro zvládnutí široké škály řídicích, organizačních, plánovacích a kontrolních funkcí v oblasti vyššího managementu v hotelích, hotelových řetězcích a v dalších ubytovacích zařízeních, zejména v malých a středních podnicích, zařízeních cestovního ruchu, v orgánech státní správy a samosprávy i v samostatném podnikání s přihlédnutím k podmínkám Evropské unie.
Cílem studia oboru Gastronomie, hotelnictví a cestovní ruch bylo připravit absolventy pro zvládnutí řídicích, organizačních, plánovacích a kontrolních funkcí včetně získání znalostí o ekonomické podstatě fungování podniku/organizace, v podnicích poskytujících gastronomické služby - v hotelích, hotelových řetězcích a dalších ubytovacích zařízeních, ale také i neziskově orientovaných institucích cestovního ruchu.

## Studentský senát
Na Vysoké škole obchodní a hotelové fungoval studentský senát, jež reprezentoval u vedení školy zájmy studentů.

## Externí spolupracovníci a ostatní činnosti školy
Škola spolupracovala se zapojením studentů v rámci praxí s cestovní kanceláří VIA PETROV BRNO, s Moravským zemským muzeem v Brně a hotelem Slovan.[zdroj?]
VŠOH každoročně připravovala na květen Mezinárodní vědeckou konferenci.
VŠOH spolupracovala s agenturou CzechTourism na přípravě databáze institucí a organizací, které se zabývaly cestovním ruchem.[zdroj?]
Školou byl též vydáván vědecko-odborný recenzovaný časopis Journal of Tourism, Hospitality and Commerce, jež uveřejňoval příspěvky, které měly charakter odborných a vědeckých statí a které se zabývaly výsledky základního i aplikovaného výzkumu z oblasti cestovního ruchu, pohostinství, hotelnictví a obchodu domácích i zahraničních autorů v českém, slovenském a anglickém jazyce.[zdroj?]